# Carl Schüddekopf
Carl Conrad Bernhard Schüddekopf, född den 25 november 1861 i Halle, Weserbergland, död den 31 mars 1917 i Weimar, var en tysk litteraturvetare.
Schüddekopf, som hade professors namn, heder och värdighet, var mycket verksam som utgivare och sekreterare i Gesellschaft der Bibliophilen, vars tidskrift, "Zeitschrift fur Bücherfreunde", han utgav. Bland de av Schüddekopf utgivna arbetena märks en stor del av Goethes verk i Weimarupplagan, Brentanos och Heinses samlade arbeten, Lichtenbergs brev och andra skrifter från mitten av 1700-talet fram till tiden efter Goethes död.